# Гамаліївська сільська рада (Шосткинський район)
Гамалі́ївська сільська́ ра́да — колишній орган місцевого самоврядування в Шосткинському районі Сумської області. Адміністративний центр — село Гамаліївка.

## Загальні відомості
- Населення ради: 638 осіб (станом на 2001 рік)

## Населені пункти
Сільській раді були підпорядковані населені пункти:
- с. Гамаліївка
- с. Гукове

## Склад ради
Рада складалася з 14 депутатів та голови.
- Голова ради: Воронова Валентина Михайлівна
- Секретар ради: Матюшенко Олена Дмитрівна

### Керівний склад попередніх скликань
| Прізвище, ім'я, по батькові   | Основні відомості                                                 | Дата обрання | Дата звільнення |
| ----------------------------- | ----------------------------------------------------------------- | ------------ | --------------- |
| Воронова Валентина Михайлівна | Сільський голова, 1960 року народження, освіта вища, позапартійна | 26.03.2006   | 31.10.2010      |
| Воронова Валентина Михайлівна | Сільський голова, 1960 року народження, освіта вища, позапартійна | 31.10.2010   |                 |

Примітка: таблиця складена за даними сайту Верховної Ради України

## Населення
За переписом населення України 2001 року в сільській раді мешкало 635 осіб.

### Мова
Розподіл населення за рідною мовою за даними перепису 2001 року:
| Мова       | Відсоток |
| ---------- | -------- |
| українська | 90,13 %  |
| російська  | 9,56 %   |
| білоруська | 0,31 %   |